# Dwingeloo Radiotelescoop
De Dwingeloo Radiotelescoop (DRT) is een Nederlandse radiotelescoop in de buurt van het Drentse dorp Dwingeloo, aan de rand van de Dwingeloosche Heide in het Nationaal Park Dwingelderveld. De telescoop bestaat uit één parabolische antenne met een diameter van 25 meter. Met de DRT zijn onder andere twee kleine sterrenstelsels in de buurt van de Melkweg ontdekt die de namen Dwingeloo 1 en Dwingeloo 2 hebben gekregen. In 2009 werd de radiotelescoop als rijksmonument aangewezen.

## Historie

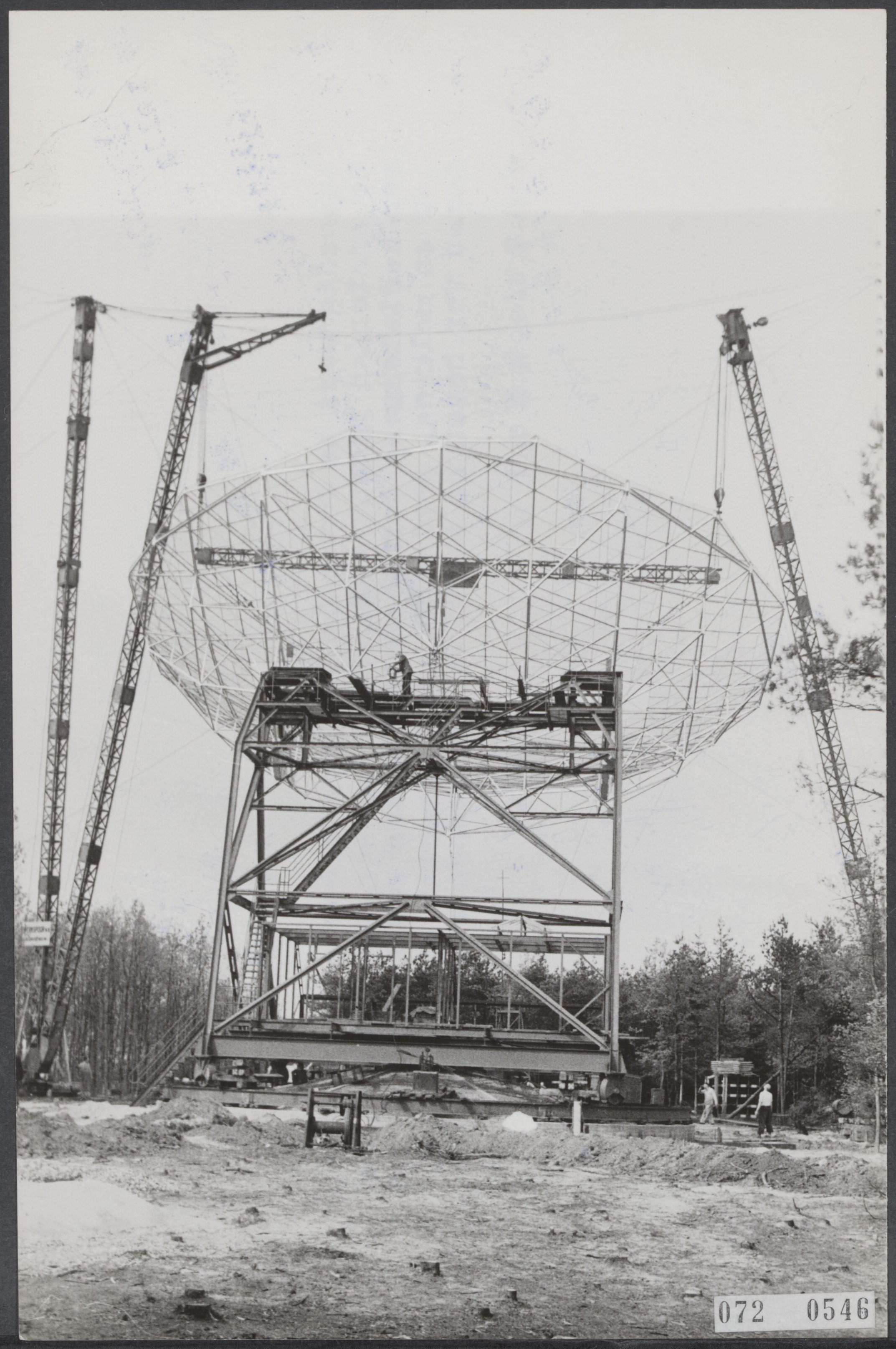
De radiotelescoop in 1955 tijdens de bouw

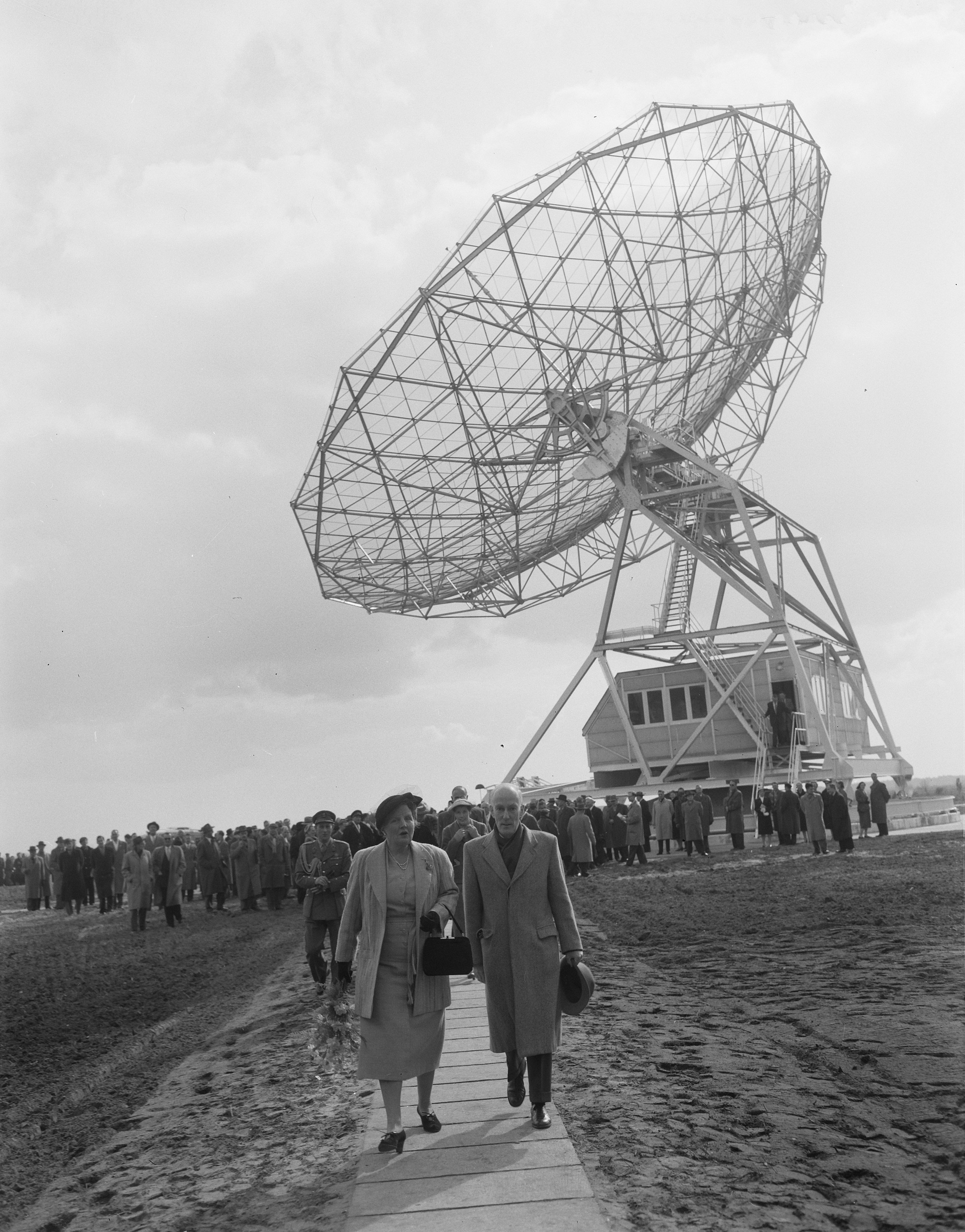
Opening radiotelescoop Dwingeloo

De Dwingeloo Radiotelescoop is een radiotelescoop met een enkele schotel met een diameter van 25 meter. De telescoop werd in samenwerking met diverse Nederlandse universiteiten gebouwd in 1954 door Werkspoor en Philips. Na de woorden Zoudt u op deze knop willen drukken, majesteit? werd de telescoop op dinsdag 17 april 1956 officieel in gebruik genomen door koningin Juliana. Het was korte tijd de grootste radiotelescoop ter wereld. De kosten van de bouw werden bij aanvang begroot op ƒ 505.810 (dat is gelijk aan ongeveer € 1,9 miljoen in 2019). De bouw van de telescoop werd bekostigd door de toenmalige Organisatie voor Zuiver Wetenschappelijk Onderzoek (tegenwoordig is dit de Nederlandse Organisatie voor Wetenschappelijk Onderzoek (NWO)).
Op de locatie van de Dwingeloo Radiotelescoop aan de rand van het Nationaal Park Dwingelderveld werkt ook het grootste deel van de ASTRON-staf. Zij zijn onder andere bezig met de ontwikkeling van (hardware en software voor) de LOFAR-telescoop.

## Techniek
Het gewicht van de hele constructie is ongeveer 120 ton. De fundering is van beton, waarop een rail is gemonteerd, de azimutrail. Daar overheen lopen vier loopwielen met ongeveer 15 ton druk per wiel. De loopwielen dragen de hele constructie. Alle kabels komen de installatie binnen via een spil. De grote parabolische reflector (vaak "spiegel" genoemd) wordt gedraaid door drie motoren, een voor het azimut en twee voor de elevatie. Aan de voorkant van de spiegel zit een focusbox waarin de ontvangstapparatuur zit verwerkt. De gegevens die daar worden opgevangen gaan dan naar de computers die opgesteld zijn in een behuizing achter de schotel.

## Wetenschappelijke ontdekkingen
Een van de eerste resultaten van de telescoop was de nu nog veel gebruikte Westerhout catalogus van radiobronnen van Gart Westerhout.
De telescoop is hoofdzakelijk gebruikt voor het in kaart brengen van neutrale waterstof in de Melkweg door middel van metingen van de 21cm-lijn. In 1963 ontdekten Muller, Oort en Raimond de aanwezigheid van hogesnelheidswolken van neutrale waterstof in de halo van de Melkweg. De laatste 21cm-survey die gedaan is met de telescoop was de Leiden/Dwingeloo HI Survey van Hartmann en Burton.
Daarnaast is de telescoop gebruikt voor metingen van OH-masers in OH/IR-sterren en van OH in moleculaire wolken.
Met de DRT zijn twee kleine sterrenstelsels in de buurt van de Melkweg ontdekt die de namen Dwingeloo 1 en Dwingeloo 2 hebben gekregen. Dwingeloo 1 is een balkspiraalstelsel en ligt 10 miljoen lichtjaren ver weg van de aarde, in het sterrenbeeld Cassiopeia en is in 1994 ontdekt. Het stelsel ligt in de zogenoemde Zone of avoidance (ZOA), een zone waarin sterrenstelsels slecht zichtbaar zijn vanwege de Melkweg. Bij verder onderzoek in die regio naar aanleiding van de vondst werd nog een sterrenstelsel gevonden, Dwingeloo 2. Dwingeloo 2 is een onregelmatig sterrenstelsel en ontdekt in 1996.

## Wetenschappelijk pensionering
Onder andere door de opening van de Westerbork Synthese Radio Telescoop (WSRT) in 1970, die met 14 schotels met een diameter van 25 meter veel scherpere en snellere metingen kan doen, raakte de Dwingeloo Radiotelescoop langzaam in onbruik.
Sinds 1998 wordt deze radiotelescoop definitief niet meer wetenschappelijk gebruikt. Er werd geen onderhoud meer aan gepleegd. Om te voorkomen dat de telescoop bij sterke wind beschadigd zou raken, stond hij permanent in stormstand geparkeerd, ook wel badkuipstand genoemd. Doordat er geen onderhoud meer werd gepleegd begon de installatie te roesten, en vormden vallende stukken metaal een gevaar voor de omgeving. Er werden plannen gemaakt om de installatie te slopen. Op 29 januari 2007 werd de stichting CAMRAS (dat staat voor C.A. Muller Radio Astronomie Station, verwijzend naar prof. C.A. Muller, de ontwerper van de telescoop) opgericht, die zich met behulp van vrijwilligers inspant om het instrument te restaureren en wederom gereed te maken voor gebruik. Na de restauratie kwam de telescoop — de oudste draaibare van dit formaat ter wereld — ter beschikking van radioamateurs, amateurastronomen en onderwijsinstellingen.

### Restauratie
De Dwingeloo Radiotelescoop werd 2009 rijksmonument via de top 100 Nederlandse monumenten 1940-1958. In 2010 liet de beheerder van de telescoop ASTRON de DRT tevens erkennen als industrieel erfgoedmonument. In 2011 kende de overheid meer dan 880.000 euro subsidie toe voor een flinke opknapbeurt. Daarmee werd in juni 2012 begonnen. Op zaterdag 28 april 2012 werd de radiotelescoop symbolisch uitgezet door wethouder Kleine Deters van de gemeente Westerveld en op 5 juni 2012 werd de 25 meter brede en 38.000 kilo wegende schotel van de toren af gehesen en op een speciaal daarvoor ontworpen bok geplaatst. Deze stond op de funderingsblokken waarop de schotel in 1954-1956 was gebouwd. Hier werd een tent omheen gebouwd, zodat de telescoop gezandstraald en gecoat kon worden. Op 19 november 2012 werd de schotel weer in de toren opgehangen. Ook werden de controle- en machinekamer gerestaureerd en werd er een glasvezelverbinding gerealiseerd. Op 12 september 2013 berichtte CAMRAS dat de restauratie was voltooid; de officiële heropening vond plaats op 5 april 2014 in aanwezigheid van de Amerikaanse astrofysicus en Nobelprijswinnaar Joseph Hooton Taylor.

## Nieuwe functie
Sinds 2014 staat de DRT ter beschikking van radioamateurs, amateurastronomen en onderwijsinstellingen. De telescoop wordt nu gebruikt voor rondleidingen, klimatologisch onderzoek, moonbouncing en contact met satelieten. Hij hielp in 2013 het contact te herstellen met een nanosatelliet, de Triton-1. In 2024 ving de telescoop signalen op van Voyager 1, wat bijzonder is voor een diameter van 'maar' 25 meter. In 2025 werd met de DRT een venusbounce uitgevoerd.

## Poëzie
Afwachten is 't consigne; luisteren.
In Dwingelo hoor je het fluisteren
der leegte in de radiotelescoop
Fragment van het sonnet Dwingelo van Gerrit Achterberg

## Trivia
In De ontdekking van de hemel van Harry Mulisch speelt de DRT een belangrijke rol. Max, een van de hoofdpersonen, werkt bij de telescoop. Na een bezoek aan deze telescoop met zijn vriend Onno en diens vrouw Ada raakt Ada hersendood doordat ze wordt getroffen door een omvallende boom in een storm.